# Armitage (métro de Chicago)
Pour les articles homonymes, voir Armitage.
Armitage (anciennement Center Street) est une station aérienne du métro de Chicago desservie par la ligne brune et par la ligne mauve en heure de pointe. Elle est située  sur le tronçon de la North Side Main Line dans le quartier de Lincoln Park dans le North Side de Chicago.

## Description
Elle est ouverte le 2 juin 1900 par la Northwestern Elevated sur le même modèle néoclassique imaginé par William Gibb.
La station est composée de deux quais et de quatre voies : les lignes brune et mauve roulent sur les voies extérieures et s’arrêtent à Armitage tandis que la ligne rouge roule de manière express sur les deux voies intérieures.
En 2008, la station Armitage est entièrement rénovée : les quais sont allongés afin de recevoir des rames de huit voitures et des ascenseurs sont installés afin de la rendre accessible aux personnes à mobilité réduite.
Elle est située à proximité du parc et du quartier de Lincoln Park dans le nord de la ville et a transporté 1 138 616 passagers en 2008.

## Les correspondances avec lebus
Avec les bus de la Chicago Transit Authority :
- #73 Armitage

## Dessertes
| Nord/Ouest             |  |                                    |  | Sud/Est                              |
| ---------------------- |  | ---------------------------------- |  | ------------------------------------ |
| Fullerton vers Kimball |  | ligne brune                        |  | Sedgwick vers Kimball via Clark/Lake |
| Fullerton vers Linden  |  | ligne mauve (heures de pointe) (d) |  | Sedgwick vers Linden via Clark/Lake  |
| modifier sur Wikidata  |  |                                    |  |                                      |